# 高木隆造
高木 隆造（たかぎ りゅうぞう、1948年 - ）は労働経済学者。北海道出身。
1968年、早稲田大学教育学部入学。香月徹・高野猛(後の民主党綱領作成者)が創設した社会科学系サークル早大ML研や早大学生学術文化会議を打海文三・荒井一作とともに主催。1973年、東京の私立大学大学院入学。しかし主に早大・法大で研究活動。コムアカデミー批判から経済原論の労賃論を課題とした。「労働力の価値・価格の労賃への転形」論、「第6篇第17章の理論的地位」など。博士課程では現代資本主義論を専攻した。「高度経済成長分析」など、山田盛太郎と南克己の理論の継承を目指し、労働経済論へとシフトした。
現在、労働研究会を主催。同時に、欧州労働運動研究会委員。

## 著書
- 『日本における職場の小集団』(共著)日本評論社
- 『現代経営管理分析の一前提』(共著)日本評論社
- 『戦後高度成長と労働市場』創造社
- 『崩壊する社会・流動化日本』労働研究　2009年6月号
- 『知性の没落と高等教育機関』労働研究　2010年2月号
- 『ヨーロッパ労働市場の現状』『社会と労働』6号